# Godog (Karangpawitan)
Godog is een bestuurslaag in het regentschap Garut van de provincie West-Java, Indonesië. Godog telt 6199 inwoners (volkstelling 2010).